# Polyplax cummingsi
Polyplax cummingsi är en insektsart som beskrevs av Ferris 1916. Polyplax cummingsi ingår i släktet Polyplax och familjen ledlöss. Inga underarter finns listade i Catalogue of Life.